# مسجد سكينة خانيم (أذربيجان)
مسجد سكينة خانيم: هو معلم معماري تاريخي؛ تم بناؤه في 1854 في مدينة قوبا، أذربيجان.
تم إدراج النصب التذكاري ضمن قائمة المعالم التاريخية والثقافية الغير منقولة ذات الأهمية الوطنية بموجب قرار مجلس وزراء جمهورية أذربيجان في الثاني من أغسطس 2001 بموجب المرسوم رقم 132.

## عن
تم بناء مسجد سكينة خانيم على يد سكينة خانيم باكيخانوفا، زوجة الكاتب والمؤرخ الأذربيجاني عباسغولو باكيخانوف، لإحياء ذكراه. توفيت سكينة خانيم باكيخانوفا في 1853، وتم الانتهاء من بناء المسجد في 1854 بعد وفاتها.

### الاحتلال السوفييتي
بعد احتلال الجيش الأحمر لأذربيجان في 1928، بدأت حملة رسمية ضد الدين. في ديسمبر من ذلك العام، قامت اللجنة المركزية للحزب الشيوعي الأذربيجاني بتحويل العديد من المساجد والكنائس والمعابد اليهودية إلى أندية لأغراض تعليمية. لو كان هناك حوالي 3000 مسجد في أذربيجان في 1917، فقد تقلص ذلك العدد إلى 1700 بحلول 1927، وبحلول 1933، تناقص إلى 17 مسجدًا. في ثلاثينيات القرن العشرين، وفي إطار الحملة ضد الدين، تم إغلاق المساجد وتفكيك المدارس الدينية والمباني المساعدة المحيطة بها. في السنوات الأولى، تم استخدام مبنى المسجد كمستودع، وفي وقت لاحق، تم إعادة استخدامه كورشة خياطة.

### بعد الاستقلال
بعد حصول أذربيجان على استقلالها في 1992، أجريت أعمال ترميم في المسجد، وأصبح متاحًا للجمهور. تم تجميل المنطقة المحيطة بالمسجد، وتم ترميم البنية التحتية مثل خطوط المياه والصرف الصحي والكهرباء والغاز. في الفترة 1990-1993، تم أيضًا تشييد المباني المساعدة، مثل المدرسة والمباني الإضافية.